# Don't Know Why
Don't Know Why è una canzone pop scritta da Jesse Harris, apparsa per la prima volta nel 1999, nell'album Jesse Harris & The Ferdinandos. 
È il secondo singolo estratto dall'album di debutto di Norah Jones, Come Away with Me. È considerata la canzone simbolo del disco insieme a Come Away with Me. 
Grazie ai grandi apprezzamenti della critica, la canzone è riuscita a vincere tre Grammy Awards nel 2003, incluso il Grammy Award alla registrazione dell'anno ed il Grammy Award alla canzone dell'anno.
Fece parte integrante della colonna sonora del film Un amore a 5 stelle (2002) di Wayne Wang.

## Video musicale
Il video, come nel resto degli altri singoli della Jones, si presenta in modo semplice, senza una vera e propria trama, girato con pochi mezzi. Il filmato presenta la cantante camminare con le scarpe in mano su un litorale. La fotografia è opaca e restituisce l'impressione di osservare un filmino amatoriale.

## Cover
- Pat Metheny: chitarrista jazz suona il pezzo nel disco One Quiet Night
- Smokey Robinson suona il pezzo nel disco Time Flies When You're Having Fun
- Aya Matsuura suona la canzone nell'album Naked Songs
- Ken Hirai: cantante R&B giapponese, interpreta il pezzo nel disco Ken's Bar
- JUJU: cantante jazz/soul giapponese
- Vania Borges presenta il pezzo nella raccolta Rhythms del Mundo
- Joseph Williams, cantante dei Toto, interpreta la canzone nel suo album Smiles

## Classifica
| Classifica (2002/2003)                | Posizione |
| ------------------------------------- | --------- |
| Australian Singles Chart              | 5         |
| Austrian Singles Chart                | 56        |
| Dutch Singles Chart                   | 86        |
| French Singles Chart                  | 74        |
| German Singles Chart                  | 82        |
| New Zealand Singles Chart             | 24        |
| U.S.Billboard Hot 100                 | 30        |
| U.S.Billboard Adult Contemporary      | 4         |
| U.S.Billboard Adult Top 40            | 8         |
| U.S.Billboard Top 40 Mainstream       | 32        |
| U.S.Billboard Top 40 Tracks           | 21        |
| U.S.Billboard Adult Top 40 Recurrents | 1         |